# Shima Ryū
Shima Ryū (島 隆, 1823 – 1900 ) est une artiste japonaise, pionnière de l'histoire de la photographie au Japon durant le XIXe siècle.

## Biographie
Originaire de Kiryū (devenue depuis la préfecture de Gunma) elle étudie dans une école d'art à Edo (maintenant Tokyo) où elle rencontre un camarade, Shima Kakoku (1827–1870), qui devient son compagnon. En 1855, ils se marient et déménagent aussitôt dans la région de  Kantō. C'est à cet endroit que le couple apprend les bases de la photographie et durant le printemps de 1864, Ryū photographie son mari, ce qui fait d'elle la première femme japonaise à prendre des photos. Un portrait de Kakoku réalisé par Ryū  sur plaque humide est d'ailleurs conservé dans les archives familiales. Les Shimas ont travaillé dans un studio de 1865 à 1867, moment où Kakoku accepte un poste d’enseignant à Kaiseijo. À la suite du décès de son mari, en 1870, Ryū retourne à Kiryū où elle ouvre son propre studio. Elle meurt en 1900.